# Trifle
Trifle (letterlijk 'niemendalletje') is een nagerecht uit de Engelse keuken. Het bestaat uit meerdere lagen in een glas of een glazen kom. De klassieke trifle heeft als onderste laag stukjes cake met daarop sherry gesprenkeld; hieroverheen wat vers fruit, bijvoorbeeld aardbeien of perziken en ten slotte een laag vla of custard.
Er zijn echter vele variaties mogelijk: de cake kan vervangen worden door koekjes (lange vingers) of brownies en in plaats van vla kan het toetje ook afgedekt zijn met ijs.

## Trivia
- Een van de pseudoniemen van de Nederlandse sportjournalist Nico Scheepmaker was trijfel, een verwijzing naar de trifle.